# Lake Nicholson
Lake Nicholson är en sjö i Antarktis. Den ligger i Östantarktis. Australien gör anspråk på området. Nicholson ligger 8 meter över havet.